# 井上晃
井上 晃（いのうえ あきら、1938年3月20日  - 2023年10月31日）は、日本の原子力工学者。東京工業大学名誉教授。工学博士（東京工業大学、1966年）。原子力発電の安全性向上に尽力した。

## 経歴
1938年生まれ。長崎県立長崎東高等学校を経て、1961年に東京工業大学工学部金属工学科卒業、1966年に「垂直管内気液二相流の圧力損失に関する研究」で工学博士号を取得。同大学原子炉工学研究所助手、1972年同原子炉熱工学部門助教授を経て、1986年教授。後に福島第一原子力発電所所長を務める吉田昌郎の指導も担当した。同大学大学院総合理工学研究科教授を経て、1998年に名誉教授。

## 研究・業績
専門は原子炉熱流体工学、気液二相流の流動と熱伝達、高速炉の熱工学的安全性であり、特に沸騰伝熱および気液二相流の分野における研究で国際的な業績があったとされる。また、原子力発電技術機構の試験委員などを務め、原子力発電所の安全性向上に尽力した。1991年から1993年まで日本伝熱学会の総務担当副会長を務めたほか、日本機械学会動力エネルギーシステム部門長を務め、学術的な貢献があったとして2012年に同部門功績賞を受賞した。

## 著書
- 甲藤好郎 「伝熱学特論」（養賢堂、1984年）ISBN 978-4842501734（分担執筆）